# 갈사국
갈사국(曷思國, 22년~68년)은 부여 대소왕의 막내동생인 갈사왕이 갈사수 가에 세운 나라이다. 갈사부여(曷思扶餘)라고도 한다.

## 국명
《삼국사기》에는 국명이 '갈사'라고 표기되어 있다. 후세에 '국'을 붙여서 '갈사국'이라고 부르거나 또는 갈사국이 부여에서 갈라져나온 나라임을 강조하기 위해 '갈사부여'라고 쓰기도 한다. 전문 학술지에는 주로 '갈사' 또는 '갈사국'이라는 표기가 많지만, 일반인을 상대로 한 교양 서적에는 '갈사부여'라고 쓰기도 한다.

## 역사
갈사국은 부여에서 갈라져 나온 소국으로 대소왕의 막내 동생인 갈사왕이 22년에 세운 나라이다. 22년 2월에 대소왕이 고구려 대무신왕과의 전쟁에서 전사하고 부여가 혼란에 빠지자 갈사왕은 장차 나라가 망할 것을 예감하고 따르는 무리 100여 인과 함께 피신하였다. 4월 경에 압록곡(鴨淥谷)에 이르렀을 때, 해두국왕(海頭國王)이 사냥 나온 것을 보고 그를 죽인 뒤 백성을 빼앗아 갈사수(曷思水) 가에 도읍을 정하고 나라를 세워 왕이 되었다.
갈사왕의 손녀인 해씨부인이 고구려 대무신왕의 둘째 부인이 되어 호동을 낳은 것으로 보아 고구려와는 친선 관계였던 것으로 보인다. 즉, 갈사국은 고구려 왕실과 혼인 관계를 맺고, 그 대신 안전을 보장받은 것으로 보인다.
갈사왕의 아들의 이름이나 재위년은 전하지 않으며, 손자인 도두(都頭)가 즉위한 뒤 68년에 나라를 들어 고구려 태조대왕에게 바치고 우태(于台)라는 벼슬을 받았다. 이로써 갈사국은 멸망하고 고구려에 흡수되었다.

## 위치
갈사국의 위치는 정확히 알려져 있지 않다. 다만 갈사왕이 압록곡에 이르러 해두국왕을 죽였다는 《삼국사기》의 기록을 근거로 하여 현재의 압록강 북쪽 또는 발해만 일대로 그 위치를 비정하고 있다.
단재 신채호는 '갈사'라는 말은 '가시라'를 이두문으로 표기한 것으로서, 나무가 울창하여 수천 리 끝이 없는 대삼림 지역을 말한다고 하면서, 두만강 이북을 북갈사(北曷思)라 일컫고 이남을 남갈사(南曷思)로 일컬었다고 주장하였다. 이 주장에 따르면, 갈사국의 위치는 두만강 북쪽 지역이 된다.

## 역대 국왕
갈사국은 3대 48년간 지속되었으며, 역대 국왕의 재위 기간은 정확히 알려져 있지 않다.
- 1대 - 갈사왕(曷思王) : 재위 서기 22년 ~ ?, 해씨(解氏), 부여 금와왕의 막내 아들
- 2대 - 성명 미상 : 재위 ? ~ ?, 해씨(解氏), 갈사왕의 아들
- 3대 - 도두왕(都頭王) : 재위 ? ~ 서기 68년, 갈사왕의 손자

## 같이 보기
- 부여
- 갈사왕
- 도두왕